# نوغاب (گناباد)
نوقاب نام محله ای با قدمت تاریخی در شهرستان گناباد و یکی از مناطق مرکزی گناباد می‌باشد. نوقاب در شرق شهر گناباد قرار دارد.

## اطلاعاتی در مورد نوقاب
نوقاب مردمی مذهبی و مهمان نواز دارد. آنها از قدیم تا به امروز بسیاری از آیین قدیمی خود از جمله آیین تعزیه خوانی و نخل‌گردانی را حفظ کرده‌اند.
در نوقاب مردم در تجارت و کسب خیلی ماهر و از سایر مناطق گناباد ورزیده تر و سابقاً مرکزیت تجاری داشته‌است در حدی که آنجا را کوی بازرگانان نامیده‌اند و نیز از زمان ورود کامیون‌های بنز سری ال به ایران اکثریت مردم از زمان انقلاب تا به امروز در زمینه صنعت حمل و نقل کشوری بیشترین سهم را بر عهده داشته‌اند و به همین علت نوقاب دارای بزرگترین ناوگان حمل و نقل برون‌شهری در استان خراسان رضوی می‌باشد. لازم است ذکر شود که اندکی از مردم نوقاب نیز قبل از کامیون‌های بنز هم کامیون‌های شورلت بنزینی داشته‌اند که در آن زمان در هیچ جای گناباد یافت نمی‌شده‌است.
علاوه بر این نوقاب، در عرصه کشاورزی نیز حرفی برای گفتن دارند. آب کشاورزی از ۱۰ شبانه روز از ۲۴ شبانه روز آب قنات قصبه و آب قنات خود نوقاب و نیز نه چاه نیمه عمیق تأمین می‌شود و اراضی کشاورزی آن نیز حدود چند صد هکتار است. در اراضی کشاورزی نوقاب اغلب گندم، جو، پنبه، ذرت، چغندر، یونجه و زعفران کاشته می‌شود و در باغ‌ها نیز اغلب درختان میوه همچون انگور، انار و انواع آلو و نیز درخت پسته کاشته شده‌است.

## تعزیه خوانی و نخل گردانی

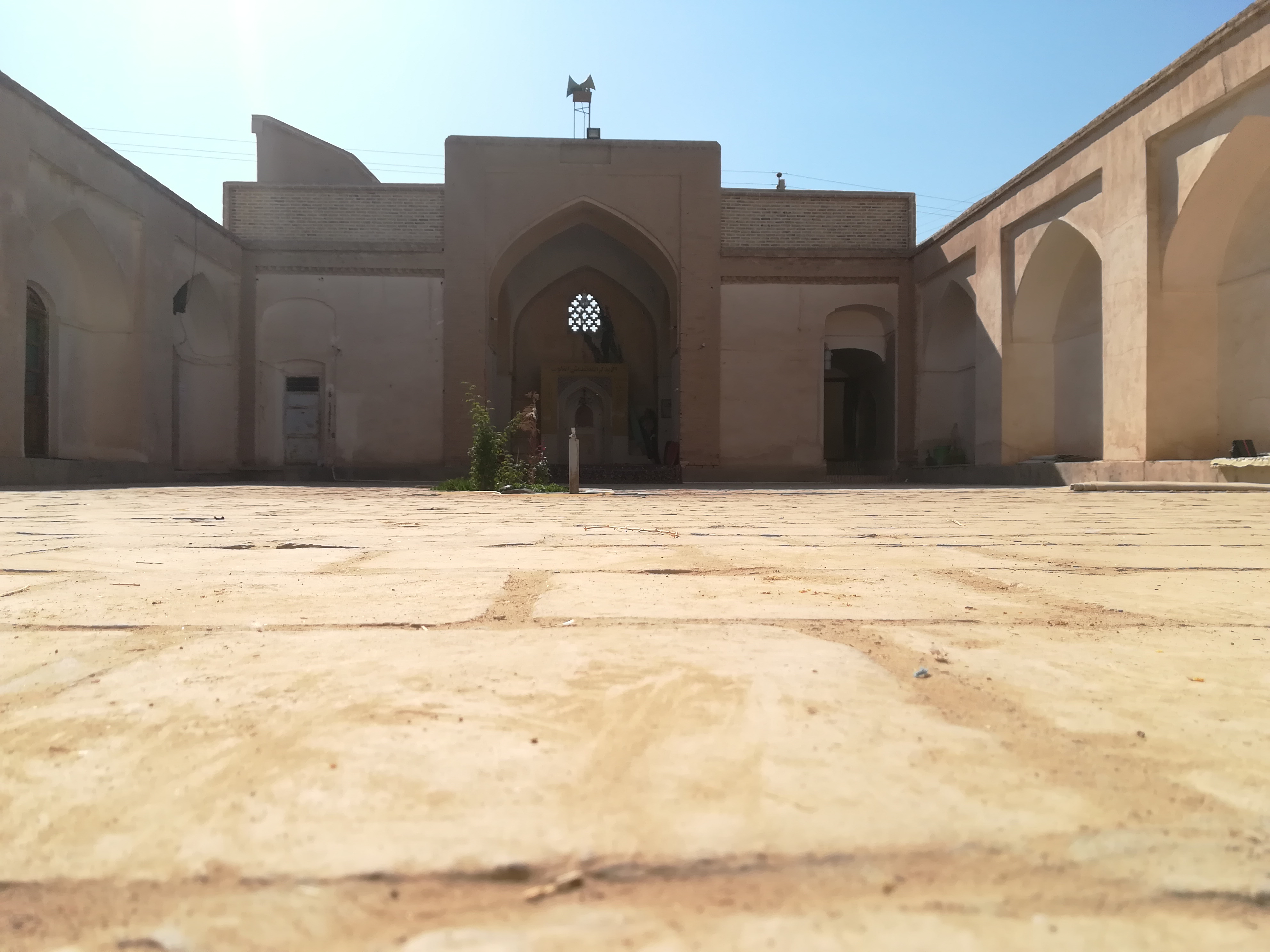
مسجد حاج عبدالله نوقاب

آیین تعزیه خوانی و نخل گردانی نخل‌گردانی از جمله مراسم ماه محرم است و ریشه ای طولانی در تاریخ و مخصوصاً نوقاب گناباد دارد که ریشه آن به حدود ۲۰۰ سال پیش (حدودا اواخر دوره زندیه و اوایل حکومت قاجار) می‌رسد که برای اولین بار در گناباد و شهرستان‌های همجوار، در نوقاب توسط فردی با تقوا، با نفوذ و ثروتمند به نام حاج عبدالله نوقابی برگزار شد. فرد مذکور را می‌توان پایه‌گذار این مراسم در گناباد دانست. این آیین از گذشته تا به امروز به عنوان یک هنر دینی در میان مردم نوقاب رواج پیدا کرده‌است و در نوقاب گناباد به شکلی متفاوت برگزار می‌شود که همزمان با صبح عاشورا با حرکت نمادین اصحاب امام حسین در خیابان‌های نوقاب به سمت میدان تعزیه‌خوانی شروع و تا عصر ادامه دارد.
نخل‌ها نیز به عنوان نمادی از شهادت که از جنس چوب و فلز ساخته شده و با پارچه‌های رنگی که خود نماد تنوع افکار، عقاید و مذاهب گوناگون در عین متحد بودن در عزاداری و اعتقاد به امام حسین تزئین شده‌است. از تابلوها، آیینه‌ها، چنجه‌های فلزی و پرچم‌ها نیز در تزئین نخل در نوقاب استفاده می‌شود.

## نوقاب، مرکز شهرستان گناباد
در زمان قبل از انقلاب و حدوداً در سال ۱۳۱۶ هجری شمسی، وقتی می‌خواستند گناباد را به عنوان شهری از خراسان تعیین کنند، فرستادگان فتح‌الله پاکروان (استاندار وقت خراسان) پس از بررسی‌هایی برای تعیین مرکز شهرستان، نوقاب را برگزیدند و اقداماتی نیز صورت گرفت و در نوقاب بر سر کوچه‌ها چراغ‌های نفتی آویزان کردند. ولی در این حین سه نفر از اهالی نوقاب که یکی از آنها به قول معروف کدخدا بوده و می‌ترسیده که وی را کنار بزنند و دو نفر دیگر هم که کارشان خرید و فروش و نیز کشت تریاک بوده از ترس اینکه با مرکز شدن نوقاب شهربانی و ژاندارمری تشکیل شود و باعث مزاحمت در کار آنها شوند، با آن چند نفری که مسئول این کار بوده‌اند صحبت کرده و نظر آنها را عوض کردند. آنها نیز ناچار جویمند را به مرکزیت برگزیدند. پرونده آن هم‌اکنون در شهرداری گناباد موجود است که امضای آن سه نفر نیز در آن می‌باشد. 
لازم است ذکر شود که جویمند در آن زمان تعداد اندک و انگشت‌شماری خانه و سکنه داشته‌است و قدمت آن نیز بسیار کم است. برای اثباتش همین بس که جویمند هیچ قلعه‌ای نداشته‌است. نام آن نیز به این خاطر است که در آن منطقه جوی آبی بوده که آب قنات علی‌آباد از آن به مند می‌رفته‌است.

## آثار تاریخی و میراث فرهنگی ثبت شده نوقاب
1. مسجد و حوض انبار حاج عبدالله، قدمت: دوره قاجاریه
2. منزل سعیدیان، قدمت: اواخر دوره قاجاریه و اوایل دوره پهلوی
3. قلعه، قدمت: دوره قاجاریه
4. درخت سرو، قدمت: ۴۰۰ سال
5. مراسم شبیه خوانی، قدمت: دوره قاجاریه
6. آئین نخل گردانی، قدمت: دوره پهلوی
7. آئین بی بی گلو، قدمت: دوره پهلوی